# リチャード・マイヤーズ
リチャード・ボウマン・マイヤーズ（Richard Bowman Myers、1942年3月1日 - ）はアメリカ空軍の軍人。最終階級は大将。第15代アメリカ軍統合参謀本部議長としてイラク戦争に従事した。2005年9月30日にピーター・ペース大将に議長を引き継ぎ退役した。

## 経歴

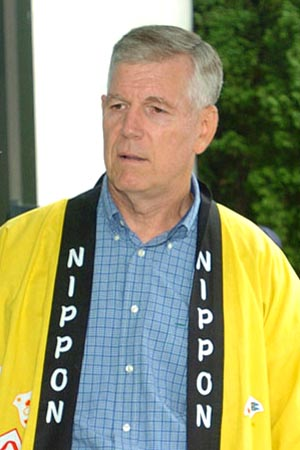
法被姿で日本大使主催のバーベキューに参加するマイヤーズ統合参謀本部議長（2005年8月27日）

ミズーリ州カンザスシティに生まれ、1960年位シューニーミッション・北高校を卒業し次いで1965年にカンザス州立大学を卒業。同年、予備役将校訓練課程 (Reserve Officer Training Corps) を経て空軍に入隊し、ベトナム戦争に従軍。T-33、C-37、C-21、F-4、F-15、F-16のパイロットとして4100時間以上の飛行経験（うち600時間は F-4 での戦闘経験）を持つ。この他にオーバーン大学で経営学修士号 (MBA) を取得しており、また空軍指揮幕僚大学、陸軍国防大学、ハーヴァード大学ジョン・F・ケネディ行政大学院の国家・国際安全保障上級行政官課程で学んでいる。
1993年11月から1996年6月にかけて在日米軍司令官兼第5空軍（横田飛行場）司令官に任ぜられ、ついで1996年7月から1997年7月まで統合参謀本部議長補佐官を務めた。その後、太平洋空軍司令官（1997年7月-1998年7月）、宇宙軍司令官兼北米航空宇宙防衛軍司令官（1998年8月-2000年2月）を経て、2000年3月に統合参謀本部副議長に就任。あわせて国防総省の統合要求監査会議 (Joint Requirements Oversight Council) 議長、国防調達委員会 (Defense Acquisition Board) 副委員長、核兵器委員会 (Nuclear Weapons Council) 委員等の要職を務めた。
2001年10月1日、ヘンリー・シェルトン陸軍大将のあとをうけて第15代統合参謀本部議長に指名され、大統領の最高軍事顧問としてアフガニスタン侵攻およびイラク戦争を指揮。空軍からの統合参謀本部議長就任はデイヴィッド・ジョーンズ空軍大将（1978年-1982年在任）以来であり、マイヤーズは空軍出身で4人目となる。2005年9月30日には退役し、同年11月9日、文民に与えられる最高勲章の一つである大統領自由勲章 (Presidential Medal of Freedom) を授与された。

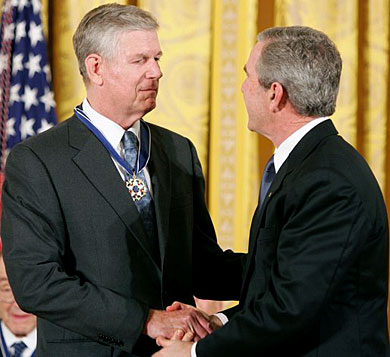
大統領自由勲章の授与式でのマイヤーズ